# 6-я Гонконгская кинопремия
6-я церемония Гонконгской кинопремии, на которой были отмечены лучшие фильмы 1986 года, состоялась 24 апреля 1987 года в Гонконгском баптистском университете, Гонконг. Во время церемонии вручались награды в 14 категориях.

## Статистика
| Фильм                                 | номинации | победы |
| ------------------------------------- | --------- | ------ |
| • Светлое будущее                     | 11        | 2      |
| • Любовь впустую                      | 9         | 2      |
| • Как погода                          | 8         | 3      |
| • Последний император                 | 7         | 0      |
| • Блюз пекинской оперы                | 6         | 0      |
| • Лунатики                            | 5         | 2      |
| • Любовники из сна                    | 4         | 1      |
| • Страсть                             | 4         | 1      |
| • Ведьма из Непала                    | 3         | 1      |
| • Братство                            | 3         | 0      |
| • Инспектор Шоколад                   | 2         | 0      |
| • Зло во благо                        | 2         | 0      |
| • Страсть                             | 1         | 1      |
| • Душа                                | 1         | 1      |
| • Безмолвная любовь                   | 1         | 0      |
| • Насаждающий закон                   | 1         | 0      |
| • Подставленный                       | 1         | 0      |
| • Поцелуй меня на прощание            | 1         | 0      |
| • При исполнении 2: Королевские воины | 1         | 0      |
| • Боевые искусства Шаолиня            | 1         | 0      |
| • Мои счастливые звёзды 2             | 1         | 0      |
| • Бессмертная история                 | 1         | 0      |
| • История Розы                        | 1         | 0      |
| • Экспресс миллионеров                | 1         | 0      |

## Список номинантов и лауреатов
★ Победители выделены отдельным цветом. 
| Номинация                         | Лауреаты и номинанты | Лауреаты и номинанты                                                                     | Лауреаты и номинанты                    |
| --------------------------------- | --- | ---------------------------------------------------------------------------------------- | --------------------------------------- |
| Лучший фильм                      | | ★ «Светлое будущее» режиссёр: Аллен Фон                                                  | ★ «Светлое будущее» режиссёр: Аллен Фон |
| Лучший фильм                      | • «Последний император» режиссёр: Ли Ханьсян                                                                                   |                                                                                          |                                         |
| Лучший фильм                      | • «Братство» режиссёр: Джон Шам                                                                                                |                                                                                          |                                         |
| Лучший фильм                      | • «Любовь впустую» режиссёр: Стэнли Кван                                                                                       |                                                                                          |                                         |
| Лучший фильм                      | • «Как погода» режиссёр: Аллен Фон                                                                                             |                                                                                          |                                         |
| Лучший фильм                      | • «Лунатики» режиссёр: Дерек И                                                                                                 |                                                                                          |                                         |
| Лучшая режиссёрская работа        | ★ Аллен Фон за фильм «Как погода»                                                                                              | ★ Аллен Фон за фильм «Как погода»                                                        |                                         |
| Лучшая режиссёрская работа        | • Джон Ву за фильм «Светлое будущее»                                                                                           |                                                                                          |                                         |
| Лучшая режиссёрская работа        | • Ли Ханьсян за фильм «Последний император»                                                                                    |                                                                                          |                                         |
| Лучшая режиссёрская работа        | • Джон Шам за фильм «Братство»                                                                                                 |                                                                                          |                                         |
| Лучшая режиссёрская работа        | • Дерек И за фильм «Лунатики»                                                                                                  |                                                                                          |                                         |
| Лучшая режиссёрская работа        | • Стэнли Кван за фильм «Любовь впустую»                                                                                        |                                                                                          |                                         |
| Лучшая женская роль               | ★ Сильвия Чан за фильм «Страсть»                                                                                               | ★ Сильвия Чан за фильм «Страсть»                                                         |                                         |
| Лучшая женская роль               | • Лэй Юк-Гуэн за фильм «Как погода»                                                                                            |                                                                                          |                                         |
| Лучшая женская роль               | • Сизон Ма за фильм «Безмолвная любовь»                                                                                        |                                                                                          |                                         |
| Лучшая женская роль               | • Пань Хун за фильм «Последний император»                                                                                      |                                                                                          |                                         |
| Лучшая женская роль               | • Салли Е за фильм «Блюз пекинской оперы»                                                                                      |                                                                                          |                                         |
| Лучшая мужская роль               | | ★ Чоу Юньфат за фильм «Светлое будущее»                                                  | ★ Чоу Юньфат за фильм «Светлое будущее» |
| Лучшая мужская роль               | • Дэнни Ли за фильм «Братство»                                                                                                 |                                                                                          |                                         |
| Лучшая мужская роль               | • Ти Лун за фильм «Светлое будущее»                                                                                            |                                                                                          |                                         |
| Лучшая мужская роль               | • Майкл Хёй за фильм «Инспектор Шоколад»                                                                                       |                                                                                          |                                         |
| Лучшая мужская роль               | • Тони Люн Ка-фай за фильм «Последний император»                                                                               |                                                                                          |                                         |
| Лучшая мужская роль               | • Тони Люн Чу Вай за фильм «Любовь впустую»                                                                                    |                                                                                          |                                         |
| Лучшая женская роль второго плана | | ★ Элэйн Цзинь за фильм «Любовь впустую»                                                  | ★ Элэйн Цзинь за фильм «Любовь впустую» |
| Лучшая женская роль второго плана | • Цзай Цзинь за фильм «Любовь впустую»                                                                                         |                                                                                          |                                         |
| Лучшая женская роль второго плана | • Чер Юнг за фильм «Любовники из сна»                                                                                          |                                                                                          |                                         |
| Лучшая женская роль второго плана | • Ли Дин-Хинг за фильм «Последний император»                                                                                   |                                                                                          |                                         |
| Лучшая женская роль второго плана | • Маргарет Ли Дин-Лонг за фильм «Последний император»                                                                          |                                                                                          |                                         |
| Лучшая мужская роль второго плана | | ★ Пол Чунь за фильм «Лунатики»                                                           | ★ Пол Чунь за фильм «Лунатики»          |
| Лучшая мужская роль второго плана | • Уэйз Ли за фильм «Светлое будущее»                                                                                           |                                                                                          |                                         |
| Лучшая мужская роль второго плана | • Ву Ма за фильм «Зло во благо»                                                                                                |                                                                                          |                                         |
| Лучшая мужская роль второго плана | • Пол Чунь за фильм «Блюз пекинской оперы»                                                                                     |                                                                                          |                                         |
| Лучшая мужская роль второго плана | • Чоу Юньфат за фильм «Любовь впустую»                                                                                         |                                                                                          |                                         |
| Лучшая мужская роль второго плана | • Шин Фуй-Он за фильм «Насаждающий закон»                                                                                      |                                                                                          |                                         |
| Лучший сценарий                   | ★ Кенг Чиен Чи, Кит Лаи, Райли Ип за фильм «Любовь впустую»                                                                    | ★ Кенг Чиен Чи, Кит Лаи, Райли Ип за фильм «Любовь впустую»                              |                                         |
| Лучший сценарий                   | • Чонг Чау ЭнДжи за фильм «Как погода»                                                                                         |                                                                                          |                                         |
| Лучший сценарий                   | • Джон Ву за фильм «Светлое будущее»                                                                                           |                                                                                          |                                         |
| Лучший сценарий                   | • Майкл Хёй, Филип Чан за фильм «Инспектор Шоколад»                                                                            |                                                                                          |                                         |
| Лучший сценарий                   | • Дерек И за фильм «Лунатики»                                                                                                  |                                                                                          |                                         |
| Лучший сценарий                   | • Чоу Чат-Ют, Ли Ханьсян за фильм «Последний император»                                                                        |                                                                                          |                                         |
| Лучший новый актёр                | ★ Лэй Юк-Гуэн за фильм «Как погода»                                                                                            | ★ Лэй Юк-Гуэн за фильм «Как погода»                                                      |                                         |
| Лучший новый актёр                | • Уэйз Ли за фильм «Светлое будущее»                                                                                           |                                                                                          |                                         |
| Лучший новый актёр                | • Брэндон Ли за фильм «Подставленный»                                                                                          |                                                                                          |                                         |
| Лучший новый актёр                | • Энтони Вонг за фильм «Поцелуй меня на прощание»                                                                              |                                                                                          |                                         |
| Лучшая операторская работа        | | ★ Кристофер Дойл за фильм «Душа»                                                         | ★ Кристофер Дойл за фильм «Душа»        |
| Лучшая операторская работа        | • Хорас Вонг за фильм «Светлое будущее»                                                                                        |                                                                                          |                                         |
| Лучшая операторская работа        | • Билл Вонг за фильм «Любовники из сна»                                                                                        |                                                                                          |                                         |
| Лучшая операторская работа        | • Хорас Вонг, Пун Хан-Сан за фильм «Блюз пекинской оперы»                                                                      |                                                                                          |                                         |
| Лучшая операторская работа        | • Чан Бин-Лам, Чан Лок-И за фильм «Как погода»                                                                                 |                                                                                          |                                         |
| Лучший монтаж                     | ★ Квок Кеунг, Ли Юк-Вай за фильм «Как погода»                                                                                  | ★ Квок Кеунг, Ли Юк-Вай за фильм «Как погода»                                            |                                         |
| Лучший монтаж                     | • Кам Ма за фильм «Светлое будущее»                                                                                            |                                                                                          |                                         |
| Лучший монтаж                     | • Дэвид У за фильм «Блюз пекинской оперы»                                                                                      |                                                                                          |                                         |
| Лучший монтаж                     | • Питер Чун за фильм «Ведьма из Непала»                                                                                        |                                                                                          |                                         |
| Лучший монтаж                     | • Чун Квок-Кюн за фильм «Страсть»                                                                                              |                                                                                          |                                         |
| Лучшая работа художника           | ★ Янк Вонг за фильм «Лунатики»                                                                                                 | ★ Янк Вонг за фильм «Лунатики»                                                           |                                         |
| Лучшая работа художника           | • Уильям Чанг за фильм «Страсть»                                                                                               |                                                                                          |                                         |
| Лучшая работа художника           | • Бенни Луй, Тай Чан-Чин за фильм «Светлое будущее»                                                                            |                                                                                          |                                         |
| Лучшая работа художника           | • Люн Чи-Хинг, Хо Ким-Син, Винсент Вай за фильм «Блюз пекинской оперы»                                                         |                                                                                          |                                         |
| Лучшая работа художника           | • Джеймс Люн за фильм «Ведьма из Непала»                                                                                       |                                                                                          |                                         |
| Лучшая работа художника           | • Уильям Чанг за фильм «Любовники из сна»                                                                                      |                                                                                          |                                         |
| Лучшая постановка экшена          | ★ Чэн Сяодун, Филлип Квок, Алан Цуй, Лау Чи-Хо за фильм «Ведьма из Непала»                                                     | ★ Чэн Сяодун, Филлип Квок, Алан Цуй, Лау Чи-Хо за фильм «Ведьма из Непала»               |                                         |
| Лучшая постановка экшена          | • Су Ся, Кори Юэнь, Ман Хой, Юэнь Бяо и Ассоциация каскадеров Саммо Хуна за фильм «Зло во благо»                               |                                                                                          |                                         |
| Лучшая постановка экшена          | • Чэн Сяодун за фильм «Блюз пекинской оперы»                                                                                   |                                                                                          |                                         |
| Лучшая постановка экшена          | • Ман Хой за фильм «При исполнении 2: Королевские воины»                                                                       |                                                                                          |                                         |
| Лучшая постановка экшена          | • Лю Цзялян и Ассоциация Каскадеров Лю Чиа-Лянга за фильм «Боевые искусства Шаолиня»                                           |                                                                                          |                                         |
| Лучшая постановка экшена          | • Ассоциация каскадёров Саммо Хуна за фильм «Мои счастливые звёзды 2»                                                          |                                                                                          |                                         |
| Лучшая музыка                     | ★ Ло Винг-Фай за фильм «Любовники из сна»                                                                                      | ★ Ло Винг-Фай за фильм «Любовники из сна»                                                |                                         |
| Лучшая музыка                     | • Ло Винг-Фай за фильм «Как погода»                                                                                            |                                                                                          |                                         |
| Лучшая музыка                     | • Лоуэлл Ло за фильм «Страсть»                                                                                                 |                                                                                          |                                         |
| Лучшая музыка                     | • Дэвид У и Джозеф Ку за фильм «Светлое будущее»                                                                               |                                                                                          |                                         |
| Лучшая музыка                     | • Вайолет Лам за фильм «Любовь впустую»                                                                                        |                                                                                          |                                         |
| Лучшая песня                      | ★ Композитор: Лоуэлл Ло • Текст: Пун Юн-Люн • Исполнитель: Джордж Лам за фильм «Страсть»                                       | ★ Композитор: Лоуэлл Ло • Текст: Пун Юн-Люн • Исполнитель: Джордж Лам за фильм «Страсть» |                                         |
| Лучшая песня                      | • Композитор: Лау Тай-Яу • Текст: Лау Тай-Яу • Исполнитель: Дженни Янь Ней за фильм «Бессмертная история»                      |                                                                                          |                                         |
| Лучшая песня                      | • Композитор: Лам Ман-И • Текст: Ченг Квок-Конг • Исполнитель: Джордж Лам за фильм «История Розы»                              |                                                                                          |                                         |
| Лучшая песня                      | • Композитор: Лам Ман-йи • Текст: Пун Юн-Люн и Лам Чун-Гын • Исполнитель: Со Ной и Ха Сиу-Сенг за фильм «Экспресс миллионеров» |                                                                                          |                                         |
| Лучшая песня                      | • Композитор: Лам Ман-И • Текст: Фонг Вай-Квонг • Исполнитель: Чхве Кам за фильм «Любовь впустую»                              |                                                                                          |                                         |